# Ikbenveilig.nl
Ikbenveilig.nl (Engels: Safe & Well) is een hulpmiddel van het Nederlandse Rode Kruis dat bij rampbestrijding wordt ingezet om getroffenen snel in contact te brengen met hun verwanten.
Getroffenen van een ramp kunnen zich vrijwillig registreren op de website. Na afsluiting van het ramp-item worden de gegevens nog één maand bewaard. Verwanten en relaties van potentieel getroffenen kunnen er zonder registratie zoeken of er een bericht voor hen gemaakt is. Deze website is alleen voor betrokkenen en alleen voor Nederland bedoeld, internationaal bestaat er Restoring Famlily Links. Het principe van Safe & well uit de Verenigde Staten bestaat al jaren. De website safeandwell.org werd ingezet na de aanslagen in Boston in april 2013, omdat de overheid lokaal het mobiel verkeer uitschakelde. De website ikbenveiligNL werd voor het eerst actief ingezet bij een kettingbotsing op de A58 op 16 september 2014. Ook bij het kraanincident bij de Julianabrug op 3 augustus 2015 in Alphen aan den Rijn is deze site door het Rode Kruis ingezet. Tijdens de aanslagen in Brussel op 22 maart 2016 werd ikbenveilig.rodekruis.nl/brussel, ook via ikbenveilig.be, gedurende één dag aangeboden. Die dag registreerden zich ruim 5000 personen. ikbenveilig.nl werd ook opengezet bij de aanslag op 18 maart 2019 en tijdens de watersnood van juli 2021.